# Rachel Belliveau
Rachel Belliveau (ur. 10 września 1981 r.) – kanadyjska narciarka, specjalistka narciarstwa dowolnego. Zajęła 9. miejsce w jeździe po muldach podwójnych podczas mistrzostw świata w Whistler. Nigdy nie startowała na igrzyskach olimpijskich. Najlepsze wyniki w Pucharze Świata osiągnęła w sezonie 2000/2001, kiedy to zajęła 51. miejsce w klasyfikacji generalnej.
W 2002 r. zakończyła karierę.

## Sukcesy

### Mistrzostwa Świata
| Miejsce | Dzień       | Rok  | Miejscowość | Konkurencja    | Zwycięzca |
| ------- | ----------- | ---- | ----------- | -------------- | --------- |
| 9.      | 21 stycznia | 2001 | Whistler    | Muldy podwójne | Kari Traa |

### Puchar Świata

#### Miejsca w klasyfikacji generalnej
- 1999/2000 – -
- 2000/2001 – 51.
- 2001/2002 – -

#### Miejsca na podium
1. Whistler – 26 stycznia – 2002 (Muldy podwójne) – 1. miejsce